# Полиномиальная сводимость
Любой язык {\displaystyle L_{1}} называется сводимым по Карпу к языку {\displaystyle L_{2}}, если существует функция {\displaystyle F\colon \Sigma ^{*}\mapsto \Sigma ^{*}}, вычисляемая за полиномиальное время, где F(x) принадлежит {\displaystyle L_{2}} в том случае, если x принадлежит {\displaystyle L_{1}}. Язык называется NP-трудным, если к нему сводится любой язык NP класса, и называется NP-полным, если он NP-труден и сам сводится к NP классу. Если будет алгоритм, решающий NP-полную задачу за полиномиальное время, тогда все NP-задачи относятся к классу P.
Рассмотрим два языка {\displaystyle L_{1}} и {\displaystyle L_{2}} над алфавитами {\displaystyle \Sigma } и {\displaystyle \Gamma }. Сведение {\displaystyle L_{1}} к {\displaystyle L_{2}} по Карпу — это функция {\displaystyle f\colon \Sigma ^{*}\mapsto \Gamma ^{*}}, вычислимая за полиномиальное время, такая, что {\displaystyle \forall x(x\in L_{1}\Leftrightarrow f(x)\in L_{2})}. Таким образом, неформально язык {\displaystyle L_{1}} «не сложнее» языка {\displaystyle L_{2}}.
Если такая функция {\displaystyle f} существует, говорят, что {\displaystyle L_{1}} сводима по Карпу к {\displaystyle L_{2}} и пишут
{\displaystyle L_{1}\leqslant _{K}L_{2}.}
Отметим, что сведение по Карпу является частным случаем сведения по Куку. В англоязычных источниках также можно встретить название en:many-one reduction. 
Класс языков PSPACE — множество языков, допустимых детерминированной машиной Тьюринга с полиномиальным ограничением пространства.
Класс языков NPSPACE — множество языков, допустимых недетерминированной машиной Тьюринга с полиномиальным ограничением пространства.

## Транзитивность
Главным свойством сведение по Карпу является транзитивность. Если представить языки в виде символов, то можно рассматривать как математическую операцию: Α>Β, Β>Ε → Α>Ε.